# Lee Jin-hi
Lee Jin-hi – południowokoreański zapaśnik w stylu klasycznym. Zdobył brązowy medal na igrzyskach azjatyckich w 1986 roku.